# Taxeotis isomeris
Taxeotis isomeris är en fjärilsart som beskrevs av Edward Meyrick 1890. Taxeotis isomeris ingår i släktet Taxeotis och familjen mätare. Inga underarter finns listade i Catalogue of Life.